# Exocentrus multialboguttatus
Exocentrus multialboguttatus är en skalbaggsart som beskrevs av Stefan von Breuning 1969. Exocentrus multialboguttatus ingår i släktet Exocentrus och familjen långhorningar. Inga underarter finns listade i Catalogue of Life.